# Séquoia géant de Felhő utca
Le Séquoia géant de Felhő utca (en hongrois : Felhő utcai hegyi mamutfenyő) constitue un monument naturel protégé, situé à Budapest et caractérisé comme d'intérêt local.